# Boophis brachychir
Boophis brachychir is een kikker uit de familie gouden kikkers (Mantellidae)]. De soort werd voor het eerst wetenschappelijk beschreven door Oskar Boettger in 1882. De soort behoort tot het geslacht Boophis.

## Leefgebied
De kikker is endemisch in Madagaskar. De soort komt voor in de noordelijke helft van het eiland, zo ook het eiland Nosy Be, op een hoogte boven de 1600 meter boven zeeniveau.

## Synoniemen
- Rhacophorus brachychir Boettger, 1882